# 上海均瑶乒乓球俱乐部
上海均瑶乒乓球俱乐部是位于中国上海的一家乒乓球俱乐部。俱乐部历史上获得过一次中国乒乓球超级联赛男团冠军（2008年，当时名为上海冠生团队）。

## 历史
自1999年起，由王励勤领衔的上海圣雪绒俱乐部便开始参加中国乒乓球超级联赛。2005赛季，球队核心王励勤离天上海圣雪绒队加盟宁波海天。该赛季上海队仅列积分榜倒数第二，从而降入甲A联赛。2007赛季，上海圣雪绒队获甲A联赛冠军，重返乒超联赛。2008赛季，王励勤重回上海队，球队赞助商则改为冠生园。该赛季作为升班马的上海冠生园队获得了男团冠军，上演了乒超联赛的“凯泽斯劳滕神话”。此后数年间上海队频繁更换赞助商，明园、浦宏、锦州银行、金迈驰先后入主上海队。2014年在均瑶集团资助下，上海均瑶乒乓球俱乐部成立。同年王励勤挂拍退役，出任上海市体育局乒羽中心主任，同时兼任上海均瑶队主教练。

## 球队名称
- 上海圣雪绒俱乐部（1999年－2007年）
- 上海冠生园俱乐部（2008年）
- 上海明园·金海洋俱乐部（2009年）
- 上海浦宏神木俱乐部（2010年）
- 锦州银行·上海俱乐部（2011年）
- 上海金迈弛俱乐部（2012年－2013年）
- 上海均瑶俱乐部（2014年－）

## 俱乐部荣誉
- 乒超联赛男团冠军：1次（2008年）

## 著名球员
曾效力于上海队的著名球员包括王励勤、张继科、丁松、许昕等世界冠军，以及中国香港的高礼泽、台湾的庄智渊、韩国的吴尚垠等外援。

## 乒超联赛战绩

### 男子
| 赛季    | 名次       | 队员                                 |
| ------- | ---------- | ------------------------------------ |
| 1999    | 2          | 王励勤、冯喆、郭瑾浩、席敏杰         |
| 2000-01 | 2          | 王励勤、席敏杰、郭瑾浩、冯喆         |
| 2002    | 6          | 王励勤、何海津、郭瑾浩、席敏杰、黄俊 |
| 2003-04 | 8          | 郭瑾浩、王励勤、张继科、何海津       |
| 2005    | 11（降级） | 丁松、郭瑾浩、张洋、高欣、吴尚垠     |
| 2008    | 1          | 王励勤、许昕、高礼泽、高欣、张洋     |
| 2009    | 3          | 王励勤、许昕、高礼泽、高欣、张洋     |
| 2010    | 7          | 王励勤、尚坤、庄智渊、张洋           |
| 2011    | 6          | 王励勤、尚坤、翟一鸣、高礼泽         |
| 2012    | 2          | 王励勤、尚坤、许昕、张洋             |
| 2013    | 2          | 王励勤、许昕、尚坤、雷振华、张洋     |
| 2014    | 5          | 许昕、尚坤、赵子豪、陈志阳、张洋     |